# أليسكيرين/أملوديبين
أليسكيرين/أملوديبين (اسم دولي غير مسجل الملكية، الأسماء التجارية Tekamlo وRasilamlo) هو خافض لضغط الدم. أظهرت التجارب السريرية أنه أكثر فعالية من الأملوديبين بمفرده، مع نظام جرعات عالية (أليسكيرين 300 مجم/أملوديبين 10 مجم) يكون أكثر فعالية من أولميسارتان/أملوديبين.